# Медаль Мхітара Гоша
Медаль Мхітара Гоша (вірм. Մխիթար Գոշի մեդալ) — державна нагорода Республіки Вірменії. Заснована 26 липня 1993 року. Носить ім'я вірменського мислителя, літературного і громадського діяча, богослова і священика, відомого укладанням кодексу законів (Судебник Мхітара Гоша), що включає цивільне і церковне право — Мхітара Гоша.

## Підстави нагородження
Нагородження медаллю Мхітара Гоша проводиться за видатну державну і суспільнополітичну діяльність, а також значні заслуги в галузі дипломатії, правознавства та політології.

## Процедура нагородження
Клопотання про нагородження медаллю Мхітара Гоша ініціюється Президією Верховної Ради Республіки Вірменії, Урядом Республіки Вірменії.
Медаллю Мхітара Гоша нагороджує Президент Вірменії, видаючи про це укази.
Медаллю Мхітара Гоша нагороджуються громадяни Республіки Вірменії, іноземні громадяни та особи без громадянства.
Президент, Віце-президент Вірменії, депутати Верховної Ради та місцевих Рад Республіки Вірменії не можуть нагороджуватися державними нагородами Республіки Вірменія, в тому числі й медаллю Мхітара Гоша.
Повторне нагородження медаллю Мхітара Гоша не проводиться.
Нагородження медаллю Мхітара Гоша може проводитися також посмертно. В цьому випадку медаль разом з посвідченням вручається сім'ї нагородженого.

## Черговість
Медаль Мхітара Гоша носиться на лівій стороні грудей, після медалі «За бойові заслуги».